# Rob Jebb
Pour les articles homonymes, voir Jebb.
Robert « Rob » Jebb, né le 28 février 1975 à Bingley, est un sportif anglais spécialisé en fell running, en skyrunning et en cyclo-cross. Il a remporté la Skyrunner World Series 2005 et est triple champion de Grande-Bretagne de fell running.

## Biographie
Rob est encouragé par son père à s'essayer au fell running très jeune. Rejoignant le club local Bingley Harriers à l'âge de neuf ans, il participe à sa première course à Buckden Pike avec l'accord de son père, car étant encore trop jeune, et termine avant-dernier. Il apprécie néanmoins l'expérience et continue à courir. Pas spécialement talentueux, il ne démontre aucun bon résultat durant sa jeunesse mais à force de travail, ses résultats s'améliorent progressivement. À 19 ans, il remporte son premier succès, la course de relais de Sheepstones, avec Ian Holmes et Andy Peace. Il remporte sa première victoire individuelle l'année suivante à Goose Eye. Ses résultats s'améliorent et il se retrouve régulièrement sur les podiums,.
Il confirme ses bonnes performances en 1999 et se classe deuxième des championnats de Grande-Bretagne de fell running derrière Gavin Bland.
Variant ses activités, il participe à des courses en Europe continentale ainsi qu'au Mount Kinabalu Climbathon et se met également au cyclo-cross en parallèle de la course à pied. En 2000, il remporte sa première victoire à la Three Peaks Cyclo-Cross (en).
Après l'épidémie de fièvre aphteuse, il revient à nouveau sur le devant de la scène et termine deuxième des championnats de Grande-Bretagne, ex-aqueo avec Ian Holmes.
Il connaît à nouveau une excellente saison 2003 où sa persévérance s'avère payante. Avec une victoire et deux deuxièmes places en début de saison ,il prend une avance considérables aux championnats de Grande-Bretagne. Malgré aucun podium en seconde partie de saison, il parvient à décrocher le titre pour un petit point devant son rival Nick Sharp. Le 6 septembre, sa persévérance s'avère payante sur la course du Ben Nevis. Prenant un bon départ, il creuse une confortable avance et parvient à conserver l'avantage jusqu'à la ligne d'arrivée pour remporter la victoire malgré l'excellente descente de Simon Booth.
En 2004, il fait ses débuts dans la discipline du skyrunning. Après une encourageante quatrième place à la SkyRace Valmalenco-Valposchiavo, il réalise une excellente course sur la 6000D. Menant la course aux côtés de son compatriote Simon Booth, il finit par s'imposer avec moins d'une minute d'avance sur ce dernier.
Il connaît une excellente saison 2005 en Skyrunner World Series. Le 29 mai, il prend un bon départ à Zegama-Aizkorri. Courant dans le groupe de tête aux côtés des Italiens favoris, Rob attaque dès la première montée pour tenter de prendre l'avantage sur ses adversaires. Il défend ensuite sa position qu'il conserve jusqu'à la ligne d'arrivée. Il s'impose en 3 h 54 min 18 s, battant le précédent record de Mario Poletti de douze minutes. Le 12 juin, il voit le Mexicain Ricardo Mejía dominer la SkyRace Valmalenco-Valposchiavo. Il s'assure de la deuxième place, terminant sept minutes derrière Ricardo. Le 24 juillet 2005, il prend un bon départ sur la Dolomites SkyRace et prend la tête de course dans la première montée. Il se fait cependant doubler par l'Italien Michele Tavernaro dans la descente et perd du terrain sur ses adversaires. À 500 mètres de l'arrivée, il se fait doubler par son compatriote Simon Booth et échoue sur la troisième marche du podium. Une semaine plus tard, il domine la 6000D et établit un nouveau record du parcours en 4 h 9 min 44 s. Terminant devant Simon Booth, il s'envole au classement général de la Skyrunner World Series avec une confortable avance de 102 points devant ce dernier. Malgré une fin de saison plus discrète, Simon Booth ne parvient pas à le rattraper et Rob remporte le classement général de la Skyrunner World Series avec 17 points d'avance sur Simon.
Il connaît une saison 2006 chargée, oscillant entre Skyrunner World Series et championnats de Grande-Bretagne. Malgré plusieurs podiums en skyrunning, il se distancie de la série et termine sa saison en se concentrant sur les championnats nationaux. Une victoire lors de la dernière manche à la Peris Horseshoe lui assure le titre pour sept points devant Simon Bailey.
Le 24 avril 2008, il est annoncé comme l'un des favoris au Challenge mondial de course en montagne longue distance se courant dans le cadre de la Three Peaks Race, ayant remporté les trois dernières éditions. Il se fait néanmoins surprendre par Martin Cox, qui finit par abandonner, et par le Slovène Mitja Kosovelj. Pensant assurer une place sur le podium, il se fait doubler par l'Écossais Jethro Lennox qui file vers le podium et par Tom Owens. Il termine finalement au pied du podium.
Le 30 juillet 2011, il chute lourdement lors de la Whittle Pike Fell Race et se déboîte l'épaule. Les douleurs persistent par la suite et il doit se résoudre à se faire opérer.
Il parvient à revenir sur le devant de la scène en 2013. Il effectue une solide saison et remporte son troisième titre de champion de Grande-Bretagne de fell running puis remporte sa dixième victoire de la Three Peaks Cyclo-Cross.
En juillet 2016, il s'élance sur le Bob Graham Round sur un coup de tête sans s'y être spécifiquement préparé. Tenant un rythme soutenu, il parvient à prendre de l'avance sur son horaire prévu et boucle le challenge en 14 h 30. Il signe ainsi le deuxième temps du Bob Graham Round et devient le seul homme à approcher de moins d'une heure le record de 13 h 53 établi par Billy Bland en 1982.
Le 15 septembre 2019, il prend à nouveau part à la Three Peaks Cyclo-Cross. Menant la course depuis le début, il crève un pneu lors de la descente de Pen-y-ghent. Il emprunte alors le vélo d'un ami venu assister à la course et malgré la différence de taille des montures, il parvient à rallier la ligne d'arrivée le premier, s'offrant sa douzième victoire sur la classique anglaise.

## Palmarès en athlétisme

### Course en montagne
| no  | masculin           | Course                                                      | Longueur | Départ             | Temps           |
| --- | ------------------ | ----------------------------------------------------------- | -------- | ------------------ | --------------- |
| 3e  | Médaille de bronze | Course du Ben Nevis                                         | 14 km    | 6 septembre 1997   | 1 h 32 min 12 s |
| 3e  | Médaille de bronze | Course du Ben Nevis                                         | 14 km    | 5 septembre 1998   | 1 h 32 min 41 s |
| 2e  | Médaille d'argent  | Course du Ben Nevis                                         | 14 km    | 4 septembre 1999   | 1 h 28 min 56 s |
| 6e  | 6e                 | Sierre-Zinal                                                | 31 km    | 13 août 2000       | 2 h 45 min 7 s  |
| 3e  | Médaille de bronze | Course du Ben Nevis                                         | 14 km    | 1er septembre 2001 | 1 h 31 min 39 s |
| 1re | Médaille d'or      | Course du Ben Nevis                                         | 14 km    | 6 septembre 2003   | 1 h 29 min 32 s |
| 2e  | Médaille d'argent  | Course du Ben Nevis                                         | 14 km    | 4 septembre 2004   | 1 h 30 min 40 s |
| 1re | Médaille d'or      | Three Peaks Race                                            | 37,4 km  | 24 avril 2005      | 2 h 57 min 50 s |
| 1re | Médaille d'or      | Course du Ben Nevis                                         | 14 km    | 5 septembre 2005   | 1 h 29 min 22 s |
| 1re | Médaille d'or      | Three Peaks Race                                            | 37,4 km  | 30 avril 2006      | 2 h 54 min 15 s |
| 1re | Médaille d'or      | Montée du Nid d'Aigle                                       | 19,5 km  | 16 juillet 2006    | 1 h 52 min 20 s |
| 1re | Médaille d'or      | Course du Ben Nevis                                         | 14 km    | 2 septembre 2006   | 1 h 29 min 31 s |
| 1re | Médaille d'or      | Three Peaks Race                                            | 37,4 km  | 29 avril 2007      | 2 h 51 min 49 s |
| 2e  | Médaille d'argent  | Marathon du Mont-Blanc                                      | 42 km    | 1er juillet 2007   | 3 h 31 min 36 s |
| 4e  | 4e                 | Challenge mondial de course en montagne longue distance     | 37,4 km  | 24 avril 2008      | 2 h 59 min 13 s |
| 2e  | Médaille d'argent  | Course du Ben Nevis                                         | 14 km    | 6 septembre 2008   | 1 h 29 min 25 s |
| 1re | Médaille d'or      | Three Peaks Race                                            | 37,4 km  | 25 avril 2009      | 2 h 54 min 53 s |
| 1re | Médaille d'or      | Course du Ben Nevis                                         | 14 km    | 5 septembre 2009   | 1 h 32 min 33 s |
| 7e  | 7e                 | Championnats du Commonwealth de course en montagne - Montée | 12 km    | 18 septembre 2009  | 54 min 8 s      |
| 2e  | Médaille d'argent  | Course du Ben Nevis                                         | 14 km    | 1er septembre 2012 | 1 h 30 min 53 s |
| 3e  | Médaille de bronze | Three Peaks Race                                            | 37,4 km  | 26 avril 2014      | 2 h 59 min 57 s |
| 2e  | Médaille d'argent  | Course du Ben Nevis                                         | 14 km    | 6 septembre 2014   | 1 h 34 min 56 s |
| 2e  | Médaille d'argent  | Course du Ben Nevis                                         | 14 km    | 5 septembre 2015   | 1 h 36 min 1 s  |
| 3e  | Médaille de bronze | Course du Ben Nevis                                         | 14 km    | 2 septembre 2017   | 1 h 39 min 0 s  |
| 2e  | Médaille d'argent  | Course du Ben Nevis                                         | 14 km    | 3 septembre 2022   | 1 h 38 min 59 s |

### Skyrunning
| no  | masculin           | Course                          | Longueur | Départ          | Temps           |
| --- | ------------------ | ------------------------------- | -------- | --------------- | --------------- |
| 1re | Médaille d'or      | 6000D                           | 55 km    | 25 juillet 2004 | 4 h 18 min 1 s  |
| 1re | Médaille d'or      | Zegama-Aizkorri                 | 42,2 km  | 29 mai 2005     | 3 h 54 min 18 s |
| 2e  | Médaille d'argent  | SkyRace Valmalenco-Valposchiavo | 30 km    | 12 juin 2005    | 2 h 41 min 42 s |
| 3e  | Médaille de bronze | Dolomites SkyRace               | 22 km    | 24 juillet 2005 | 2 h 10 min 20 s |
| 1re | Médaille d'or      | 6000D                           | 55 km    | 31 juillet 2005 | 4 h 9 min 44 s  |
| 2e  | Médaille d'argent  | Zegama-Aizkorri                 | 42,2 km  | 28 mai 2006     | 4 h 3 min 45 s  |
| 2e  | Médaille d'argent  | Mount Ontake SkyRace            | 32 km    | 25 juin 2006    | 3 h 23 min 0 s  |
| 2e  | Médaille d'argent  | Dolomites SkyRace               | 22 km    | 23 juillet 2006 | 2 h 8 min 41 s  |

## Palmarès en cyclo-cross
- 2000-2001
  - Three Peaks Cyclo-Cross (en)
- 2002-2003
  - Three Peaks Cyclo-Cross
- 2003-2004
  - Three Peaks Cyclo-Cross
- 2004-2005
  - Three Peaks Cyclo-Cross
- 2005-2006
  - Three Peaks Cyclo-Cross
- 2006-2007
  - Three Peaks Cyclo-Cross
  - 3e du championnat de Grande-Bretagne de cyclo-cross
- 2007-2008
  - 2e du National Trophy Series
- 2008-2009
  - Three Peaks Cyclo-Cross
- 2010-2011
  - Three Peaks Cyclo-Cross
- 2012-2013
  - Three Peaks Cyclo-Cross
- 2013-2014
  - Three Peaks Cyclo-Cross
- 2014-2015
  - Three Peaks Cyclo-Cross
- 2019-2020
  - Three Peaks Cyclo-Cross